# Salome III
Salome (gr. Σαλώμη, Salōmē, ur. 14 n.e., zm. między 62 a 71) – przedstawicielka dynastii herodiańskiej. Wnuczka Heroda Wielkiego. Córka Heroda III i Herodiady. Znana głównie z roli, jaką odegrała przy śmierci Jana Chrzciciela – zachwycony tańcem Salome Herod Antypas, tetrarcha Galilei i Perei, obiecał spełnić każde jej życzenie, a ta – na polecenie matki – zażądała głowy żydowskiego proroka.

## Życiorys
Była córką Heroda III (Heroda Boethosa, Heroda z Rzymu, Heroda Filipa I) i jego żony Herodiady. Jej dziadem ze strony ojca i pradziadem ze strony matki był Herod Wielki. Dokładna data urodzenia Salome nie jest znana. Badacze sądzą, że przyszła na świat prawdopodobnie na początku I wieku.
Jej matka porzuciła męża i między jesienią 27 a wiosną 30 roku poślubiła swojego stryja i szwagra – Heroda Antypasa, tetrarchę Galilei i Perei. Salome zamieszkała z matką i ojczymem.
Salome poślubiła swojego stryja Filipa, tetrarchę Batanei, Gaulanitydy, Trachonu i Paneas. Owdowiała w 34 roku. Zapewne w 53 roku poślubiła swojego innego krewnego Arystobula. Arystobul w tym czasie przebywał w Rzymie, dlatego sądzi się, że jego ślub mógł zbiec się z małżeństwem cesarza Nerona i Oktawii, którzy pobrali się w 53 roku. Istnieje hipoteza, według której żoną Arystobula została nie Salome III, ale nieznana bliżej Salome, córka Heroda Antypasa. Opiera się na założeniu, że Arystobul nie poślubiłby kobiety około pięćdziesięcioletniej i nie miał z nią trzech synów. Z drugiej strony wskazuje się, że źródła wyraźnie określają żonę Arystobula, a data narodzenia Salome nie jest dokładnie znana.
Pod koniec 54 roku Salome została królową Armenii Mniejszej, ponieważ cesarz Neron nadał to królestwo jej mężowi Arystobulowi. Zachowały się monety przedstawiające Salome jako królową Armenii. Datowane są na „Rok 3”, czyli 56/57; wizerunek żydowskiej księżniczki znajdował się na rewersie.
W 57 roku Arystobul otrzymał Chalkis, dawniej należące do jego ojca. W ten sposób Salome została królową Chalkis. W połowie 71 roku utracił Armenię Mniejszą.
Salome z małżeństwa z Arystobulem miała trzech synów:
- Heroda VII,
- Agryppę IV,
- Arystobula IV.

## Wywód genealogiczny
| 4. Herod Wielki |  |              |  |  |           |
|                 |  | 2. Herod III |  |  |           |
| 5. Mariamme II  |  |              |  |  |           |
|                 |  |              |  |  | 1. Salome |
| 6. Arystobul I  |  |              |  |  |           |
|                 |  | 3. Herodiada |  |  |           |
| 7. Berenika I   |  |              |  |  |           |
|                 |  |              |  |  |           |

## Rola przy śmierci Jana Chrzciciela
Kiedy oczarowany jej tańcem ojczym, Herod Antypas, przyrzekł spełnić każde jej życzenie, za namową matki Salome zażądała głowy Jana Chrzciciela, którą podano jej na tacy. Motyw Salome pojawia się często w malarstwie, muzyce i w literaturze jako biblijny motyw odnoszący się do krwawego erotyzmu i mrocznej zmysłowości.

## Salome w literaturze pięknej
Salome pojawia się w takich utworach literackich jak:
- Ysengrimus Nivardusa (XIII wiek),
- Wunderlich Traum von einem grossen Narrennest Abrahama a Sancta Clara (1703),
- dramat Der Todd Johannes des Täufers L. F. Hudemanna (1771),
- Die ewige Jüdin Karla Gutzkowa (1869),
- sonet La Danseuse T. de Banville'a (1870),
- opowiadanie Hérodiade Gustawa Flauberta (1871),
- satyra Salome J. Laforgue (1887),
- Salome Oscara Wilde’a (1893)
- Der Täufer R.G. Brunsa (1896),
- poemat epicki Salome Castro e Almeidasa (1896)
- poemat Salome Jana Kasprowicza (1899)
- wiersz Salome T. Suse'a (1901),
- poemat dramatyczny Uczta Herodiady Jana Kasprowicza (1905),
- Salomé Guillaume’a Appolinaire’a (1913),
- Księżniczka żydowska Wacława Grubińskiego (1926),
- powieść Wielki rybak Lloyda C. Douglasa (1948),
- powieść Poncjusz Piłat Paula L. Maiera (1968).

## Salome w malarstwie
| Obraz | Artysta                      | Tytuł                                         | Rok           | Miejsce                                   |
| ----- | ---------------------------- | --------------------------------------------- | ------------- | ----------------------------------------- |
|       | Spinello Aretino             | Uczta Heroda                                  | 1385          | Muzeum Sztuk Pięknych – Budapeszt         |
|       | Masolino                     | Uczta Heroda                                  | 1435 (fresk)  | Baptistery – Castiglione Olona            |
|       | Rogier van der Weyden        | Ścięcie Jana Chrzciciela                      | 1446-53       | Gemaeldegalerie – Berlin                  |
|       | Filippo Lippi                | Uczta Heroda (fresk)                          | 1460-64       | Katedra – Prato                           |
|       | Giovanni di Paolo            | Salome prosząca o głowę Jana Chrzciciela      | ok. 1450      | Art of Institute – Chicago                |
|       | Giovanni di Paolo            | Uczta Heroda                                  | ok. 1453      | National Gallery – Londyn                 |
|       | Benozzo Gozzoli              | Taniec Salome                                 | 1461-2        | National Gallery of Art – Waszyngton      |
|       | Hans Memling                 | Ścięcie Jana Chrzciciela                      | 1474-9        | Memlingsmuseum – Brugia                   |
|       | Sandro Botticelli            | Salome z głową św. Jana Chrzciciela           | ok. 1488      | Uffizi – Florencja                        |
|       | Andrea Solari                | Salome z głową św. Jana Chrzciciela           | 1507          | Luwr – Paryż                              |
|       | Sebastiano del Piombo        | Salome z głową Jana Chrzciciela               | 1510          | National Gallery – Londyn                 |
|       | Cesare da Sesto              | Salome                                        | 1510-20       | National Gallery – Londyn                 |
|       | Giampietrino                 | Salome                                        | ok. 1510-30   | National Gallery – Londyn                 |
|       | Alonso Berruguete            | Salome                                        | 1512-6        | Uffizi – Florencja                        |
|       | Hans Fries                   | Ścięcie Jana Chrzciciela                      | 1514          | Kunstmuseum – Bazylea                     |
|       | Tycjan                       | Salome z głową Jana Chrzciciela               | 1515          | Galleria Doria Pamphili – Rzym            |
|       | Tycjan                       | Salome z głową Jana Chrzciciela               | ok. 1560      | Prado – Madryt                            |
|       | Tycjan                       | Salome z głową Jana Chrzciciela               | ok. 1560-1570 | National Museum of Western Art            |
|       | Bernardino Luini             | Salome z głową św. Jana Chrzciciela           | 1510-20       | Museum of Fine Art – Boston               |
|       | Bernardino Luini             | Herodiada                                     | 1527-31       | Uffizi – Florencja                        |
|       | Lucas Cranach starszy        | Salome                                        | ok. 1530      | Muzeum Sztuk Pięknych – Budapeszt         |
|       | Antonio Campi                | Ścięcie Jana Chrzciciela                      | ok. 1571      | San Paolo Converso – Mediolan             |
|       | Joseph Heintz                | Salome z głową Jana Chrzciciela               | 1600-5        | Kunsthistorisches Museum – Wiedeń         |
|       | Caravaggio                   | Salome z głową św. Jana Chrzciciela           | ok. 1607      | National Gallery – Londyn                 |
|       | Caravaggio                   | Salome z głową Jana Chrzciciela               | ok. 1609      | Palazzo Real – Madryt                     |
|       | Giovanni Battista Caracciolo | Salome otrzymująca głowę Jana Chrzciciela     | 1617          | Uffizi – Florencja                        |
|       | Jacob Hogers                 | Salome tańcząca przed Herodem                 | 1630-55       | Rijksmuseum – Amsterdam                   |
|       | Leonaert Bramer              | Salome z głową św. Jana Chrzciciela           | 1630          | Musee des Beaux-Arts – Nîmes              |
|       | Peter Paul Rubens            | Uczta Heroda                                  | 1633          | National Galleries of Scotland – Edynburg |
|       | Massimo Stanzione            | Ścięcie Jana Chrzciciela                      | ok. 1634      | Prado – Madryt                            |
|       | Massimo Stanzione            | Salome z głową Jana Chrzciciela               |               | Manchester City Galleries – Manchester    |
|       | Guido Reni                   | Salome z głową św. Jana Chrzciciela           | 1639-1640     | Art Institute of Chicago – Chicago        |
|       | Guido Reni                   | Salome z głową św. Jana Chrzciciela           | 1630-1635     | Galleria Nazionale d’Arte Antica – Rzym   |
|       | Bartłomiej Strobel           | Uczta u Heroda i ścięcie św. Jana Chrzciciela | 1639-42       | Prado – Madryt                            |
|       | Matthias Stomer              | Salome otrzymująca głowę Jana Chrzciciela     | ok. 1640      | National Gallery – Londyn                 |
|       | Matthias Stomer              | Salome z głową Jana Chrzciciela               |               | Palazzo Ruspoli – Rzym                    |
|       | Matthias Stomer              | Salome z głową Jana Chrzciciela               |               | Palazzo Bianco – Genua                    |
|       | Carlo Dolci                  | Salome z głową św. Jana Chrzciciela           | 1665-70       | Royal Callection – Windsor                |
|       | Mattia Preti                 | Salome z głową św. Jana Chrzciciela           |               | Ringling Museum of Art. – Sarasota        |
|       | Paul Delaroche               | Herodiada                                     | 1843          | Wallraf-Richartz-Museum – Kolonia         |
|       | Henri Regnault               | Salome                                        | 1870          | Metropolitan Museum of Art – Waszyngton   |
|       | Henry Lévy                   | Herodiada                                     | 1872          | Musée des Beaux-Arts – Nancy              |
|       | Gustave Moreau               | Salome tańcząca przed Herodem                 | 1875          | Musee Gustave Moreau – Paryż              |
|       | Maurycy Gottlieb             | Taniec Salome                                 | 1879          | Muzeum Narodowe w Kielcach                |
|       | Aubrey Beardsley             | Punkt kulminacyjny                            | 1894          | Kolekcja prywatna                         |

## Salome w muzyce
- opera Herodiada Jules’a Masseneta (1881)
- opera Salome Richarda Straussa (1901)
- balet La tragedie de Salome Florenta Schmitta (1907)
- piosenka Salome czeskiego pieśniarza Karela Kryla (1965)
- piosenka Salome brytyjskiego muzyka Petera Doherty’ego (2009)
- Salome pojawia się w piosence The Satanist zespołu Behemoth[4]